# Sachar Iwanowitsch Panafidin
Sachar Iwanowitsch Panafidin (russisch Захар Иванович Панафидин; * 31. Januarjul. / 11. Februar 1786greg. im Dorf Nesterowo bei Stariza; † 11. Augustjul. / 23. August 1830greg. in Kronstadt) war ein russischer Offizier der Kaiserlich Russischen Flotte und Forschungsreisender.

## Leben
Panafidin, Sohn des Sekund-Majors a. D. und Starizaer Grundherrn Iwan Kusmitsch Panafidin, absolvierte das Marine-Kadettenkorps in St. Petersburg und diente dann in der Baltischen Flotte.
Im Russisch-Türkischen Krieg (1806–1812) kam Panafidin auf dem 80-Kanonen-Linienschiff Rafail ins Mittelmeer und zeichnete sich in der Schlacht bei Athos im Juli 1807 aus, wofür er den Orden der Heiligen Anna III. Klasse mit Schwertern erhielt.
Panafidin trat 1815 als Leutnant in den Dienst der Russländisch-Amerikanischen Kompagnie (RAK). Als 1816 Ludwig von Hagemeister Kommandeur der Schiffe der RAK wurde, übertrug er Panafidin das Kommando über das Linienschiff Suworow mit dem Steuermann-Assistenten Dionissi Sarembo, während Hagemeister selbst das Linienschiff Kutusow kommandierte. Beide Schiffe verließen im September 1816 Kronstadt und fuhren über Kopenhagen und Rio de Janeiro um das Kap Hoorn herum nach Callao. Dort schichte Hagemeister Panafidin mit der Suworow auf dem kürzesten Weg nach Nowo-Archangelsk in Russisch-Amerika, während Hagemeister mit der Kutusow an der Küste entlang fuhr und 1817 dort ankam. Panafidin mit der Suworow kehrte auf dem gleichen Weg nach Kronstadt zurück.
Eine zweite solche Fahrt führte Panafidin 1819–1820 mit dem RAK-Linienschiff Borodino durch. Sein Steuermann war wieder Dionissi Sarembo. Mit ihm fuhr sein jüngerer Bruder Wsewolod Iwanowitsch Panafidin. Dabei entdeckte Panafidin südlich von Tokio die Insel Torishima, die er die Insel der drei Hügel nannte und die später Adam Johann von Krusenstern nach Panafidin umbenannte. Diese Fahrt war eine der unglücklichsten russischen Weltumsegelungen, indem auf dem Rückweg nach einer Zwischenlandung in Indonesien die Mannschaft erkrankte und der Schiffsarzt Karl Karlowitsch Spiegelberg und 41 Mann starben.
Ab Juni 1827 diente Panafidin in Kronstadt als Inspektor der 1. Steuermann-Halbmannschaft.
Panafidin starb am 23. August 1830 in Kronstadt an der Wassersucht und wurde auf dem dortigen russisch-orthodoxen Friedhof begraben.